# Diffusion en direct
Une diffusion en direct est une émission de radio, de télévision, ou sur Internet diffusée en même temps qu'elle est tournée (avec au maximum un très léger différé engendré par les délais de transmission), par opposition aux programmes préalablement enregistrés et montés.

## Historique

### Télévision
L'Histoire des techniques de télévision fait l'objet d'un article séparé.
La télévision des débuts était presque entièrement en direct en raison notamment de la qualité médiocre des moyens d'enregistrement et de diffusion. Depuis l'arrivée dans les années 1960 des Ampex, premiers magnétoscopes de qualité professionnelle, le direct est devenu une affaire de choix, et parfois de mode.
La tendance des années 1980 et 1990 a ainsi plutôt été à l'enregistrement, mais plusieurs émissions talk-shows sont revenues, depuis quelques années, au direct. Celles-ci sont labellisées « en direct » pour signifier leur différence par rapport aux autres émissions pré-enregistrées.
Ceci s'explique aussi par l'émergence de nouveaux matériels numériques (comme le montage à la volée, les serveurs vidéo, les réseaux d'échange à très grande vitesse, etc.) qui permettent de monter les émissions très rapidement avec des effets graphiques de très bonne qualité sans nuire au rythme de l'émission. Les diffusions en direct ont une qualité visuelle presque équivalent à celle obtenue par un montage suivi d'une diffusion reportée.

### Internet
La diffusion en direct sur Internet (en anglais : live streaming), parfois appelé live est la diffusion sur Internet de contenus vidéo au moment de leur production.

## Télévision

### Émissions censurées
Certains dérapages ont conduit à introduire un différé suffisamment long pour permettre un contrôle a posteriori, et le cas échéant une censure. On introduit alors un retard artificiel (contrôlé par des serveurs vidéo) de la diffusion ; l'opérateur chargé de la sélection des images peut, si une image à censurer apparaît, réagir pendant le temps de retard. On parle ici de quasi-direct.
Depuis l'apparition en 2004 d'un sein de la chanteuse Janet Jackson à la télévision (Justin Timberlake lui a arraché son haut lors de la retransmission en direct de leur performance au Super Bowl — l'événement sportif le plus regardé aux États-Unis — pour dévoiler, contre le gré de la chanteuse, un sein orné d'un piercing, image qui avait scandalisé de nombreuses familles traditionnelles et conservatrices américaines), la chaîne CBS qui avait retransmit l'événement introduit systématiquement un léger différé pour parer à ce genre de dérapage.
La télévision chinoise est aussi une grande consommatrice de ce procédé. Les Jeux olympiques d'été de 2008 ont, par exemple, été retransmis avec un différé d'une dizaine de minutes, afin de pouvoir couper la transmission en cas de manifestations contestant le pouvoir en place à Pékin (le cas s'est effectivement produit lors de la cérémonie d'allumage de la flamme à Athènes, les téléspectateurs chinois n'ayant pas vu, contrairement au monde entier, la manifestation perturbatrice initiée par Reporters sans frontières).
Depuis septembre 2016, le groupe TF1 a introduit sur ses émissions de divertissement diffusées en direct un léger différé de deux à cinq minutes environ. L'objectif étant de garder une excellente maîtrise d'antenne pour éviter toute situation non contrôlée (imprévu, intrusion d'un groupe de manifestants ou attaque terroriste par exemple).

### Émissions contrôlées
En France, l'enregistrement est souvent choisi pour sécuriser l'animateur et/ou le producteur de l'émission, qui gardera ainsi le contrôle total de ce qui est dit, puisqu'il a la possibilité de couper au montage. Certaines émissions de la productrice française Catherine Barma (productrice de Thierry Ardisson ou Laurent Ruquier, par exemple) ont ainsi un ratio enregistrement/diffusion allant parfois jusqu'à 2, un enregistrement de quatre heures ne donnant lieu finalement qu'à une émission de deux heures. 
Dans le cas d'une émission enregistrée et montée, le produit final est donc au moins autant le résultat d'un parti pris de montage que de ce qui est réellement dit sur le plateau par les intervenants. En réaction, certains intervenants n'acceptent plus désormais de participer qu'aux émissions en direct.

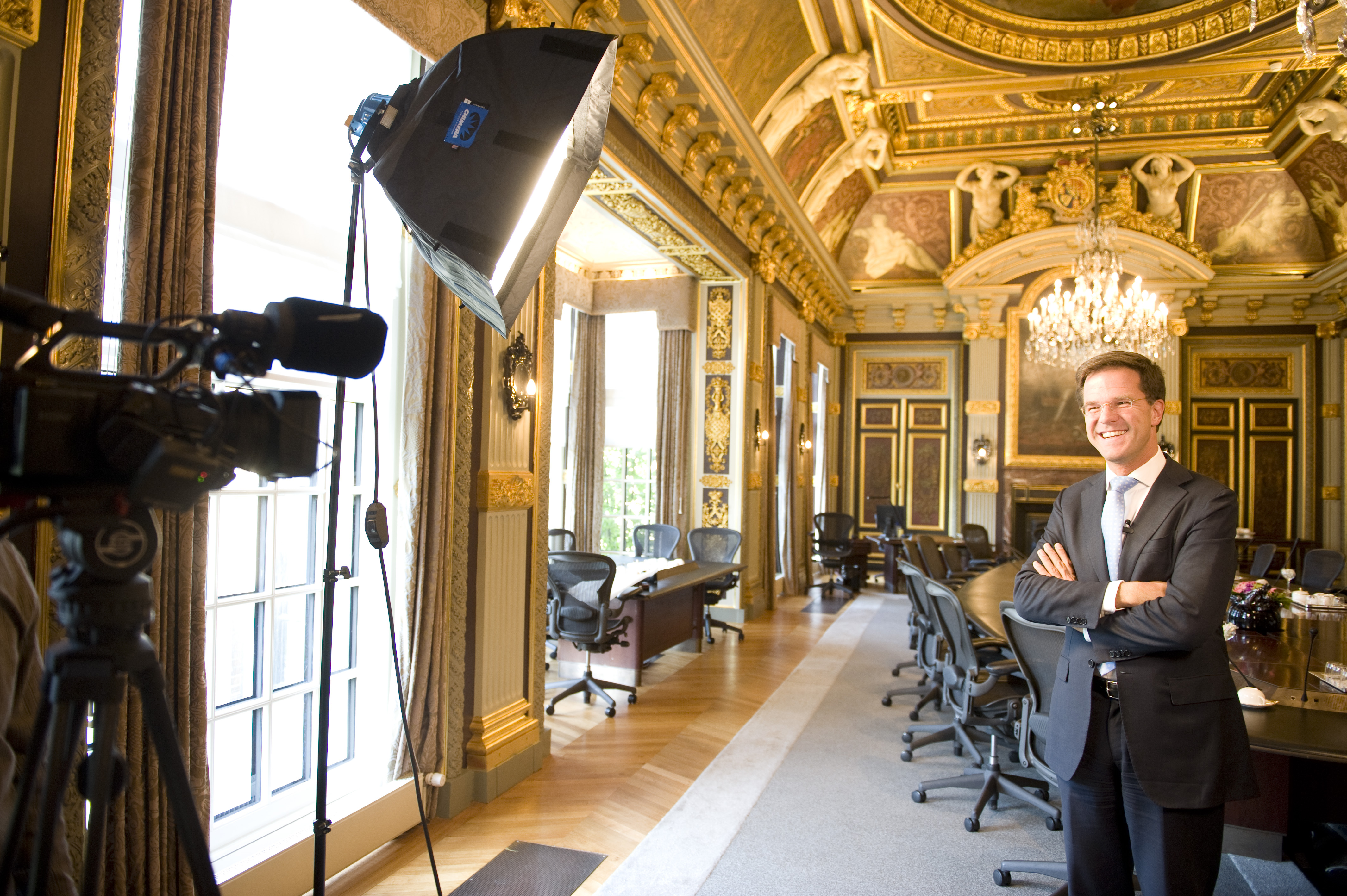
Aux Pays-Bas, le Premier ministre Mark Rutte enregistre une émission reportée.

### Émissions reportées
Un cas à part existe dans les programmes, les émissions reportées, lesquelles sont enregistrées « dans les conditions du direct ». C'était le cas par exemple de Mots Croisés sur France 2, diffusée vers 23 h, ou d'On n'est pas des pigeons ! de la RTBF, diffusé à 18h30 mais enregistré quelques heures auparavant. Aujourd'hui, des émissions d'access prime-time comme Quotidien sont aussi enregistrés quelques minutes avant leur diffusion.
Ces émissions ne sont pas montées mais diffusées en live, l'enregistrement n'étant ici qu'un moyen d'assouplir l'emploi du temps des participants.